# ساندرا أدير
ساندرا أدير (بالإنجليزية: Sandra Adair)‏ هي مونتيرة أمريكية، ولدت في 1952 في كارلسباد في الولايات المتحدة.

## وصلات خارجية
- ساندرا أدير على موقع IMDb (الإنجليزية)
- ساندرا أدير على موقع ألو سيني (الفرنسية)
- ساندرا أدير على موقع أول موفي (الإنجليزية)
- ساندرا أدير على موقع قاعدة بيانات الأفلام السويدية (السويدية)
- ساندرا أدير على موقع قاعدة بيانات الفيلم (الإنجليزية)
- ساندرا أدير على موقع كينوبويسك (الروسية)